# (114026) Emalanushenko
(114026) Emalanushenko est un astéroïde de la ceinture principale.

## Description
(114026) Emalanushenko est un astéroïde de la ceinture principale. Il fut découvert le 30 octobre 2002 à l'observatoire d'Apache Point par le programme Sloan Digital Sky Survey. Il présente une orbite caractérisée par un demi-grand axe de 3,00 UA, une excentricité de 0,11 et une inclinaison de 2,0° par rapport à l'écliptique.

## Compléments